# Победнице светских првенстава у атлетици на отвореном — 100 метара
Дисциплина трчања на 100 метара у женској конкуренцији налази се у програму светских првенстава у атлетици од 1. Светског првенства 1983. у Хелсинкију.
Највише успеха у појединачној конкуренцији имала је Јамајчанка Шели-Ен Фрејзер-Прајс са освојених пет златних и једном бронзаном медаљом. Рекордерка Светских првенстава са временом од 10 секунди и 65 стотинки, оствареним 2023. у Будимпешти је Американка Ша'Кари Ричардсон. У екипној конкуренцији Американке воде са 18 освојених медаља, од којих је девет златних. Јамајчанке су друге са 17 освојених медаља.
Освајачице медаља на светским првенствима и њихови резултати приказани су у следећој табели. Резултати су дати у формату секунде,стотинке.
| Светско првенство       |                                    |           |                                 |           |                                   |       |
| Хелсинки 1983. детаљи   | Марлиз Гер Источна Немачка         | 10,97 РСП | Марита Кох Источна Немачка      | 11,02     | Дајан Вилијамс Сједињене Државе   | 11,06 |
| Рим 1987. детаљи        | Зилке Гладиш Источна Немачка       | 10,90 РСП | Хајке Дрекслер Источна Немачка  | 11,00     | Мерлин Оти Јамајка                | 11,04 |
| Токио 1991. детаљи      | Катрин Кнабе Немачка               | 10,99     | Гвен Торенс Сједињене Државе    | 11,03     | Мерлин Оти Јамајка                | 11,06 |
| Штутгарт 1993. детаљи   | Гејл Диверс Сједињене Државе       | 10,82 РСП | Мерлин Оти Јамајка              | 10,82 РСП | Гвен Торенс Сједињене Државе      | 10,89 |
| Гетеборг 1995. детаљи   | Гвен Торенс Сједињене Државе       | 10,85     | Мерлин Оти Јамајка              | 10,94     | Ирина Привалова Русија            | 10,96 |
| Атина 1997. детаљи      | Мерион Џонс Сједињене Државе       | 10,83     | Жана Пинтушевић Украјина        | 10,85     | Саватеда Фајнс Бахами             | 11,03 |
| Севиља 1999. детаљи     | Мерион Џонс Сједињене Државе       | 10,70 РСП | Ингер Милер Сједињене Државе    | 10,79     | Екатерини Тану Грчка              | 10,84 |
| Едмонтон 2001. детаљи   | Жана Пинтушевић-Блок Украјина      | 10,82     | Екатерини Тану Грчка            | 10,91     | Чендра Стируп Бахами              | 11,02 |
| Париз 2003. детаљи      | Тори Едвардс Сједињене Државе      | 10,93     | Чендра Стируп Бахами            | 11,02     | Екатерини Тану Грчка              | 11,03 |
| Хелсинки 2005. детаљи   | Лорин Вилијамс Сједињене Државе    | 10,93     | Вероника Кембел Јамајка         | 10,95     | Кристин Арон Француска            | 10,98 |
| Осака 2007. детаљи      | Вероника Кембел Јамајка            | 11,01     | Лорин Вилијамс Сједињене Државе | 11,01     | Кармелита Џетер Сједињене Државе  | 11,02 |
| Берлин 2009. детаљи     | Шели-Ен Фрејзер Јамајка            | 10,73     | Керон Стјуарт Јамајка           | 10,75     | Кармелита Џетер Сједињене Државе  | 10,90 |
| Тегу 2011. детаљи       | Кармелита Џетер Сједињене Државе   | 10,90     | Вероника Кембел-Браун Јамајка   | 10,97     | Кели-Ен Баптист Тринидад и Тобаго | 10,98 |
| Москва 2013. детаљи     | Шели-Ен Фрејзер-Прајс Јамајка      | 10,71     | Мјуриел Ахор Обала Слоноваче    | 10,93     | Кармелита Џетер Сједињене Државе  | 10,94 |
| Пекинг 2015. детаљи     | Шели-Ен Фрејзер-Прајс Јамајка      | 10,76     | Дафне Шиперс Холандија          | 10,81     | Тори Боуви Сједињене Државе       | 10,86 |
| Лондон 2017. детаљи     | Тори Боуви Сједињене Државе        | 10,85     | Мари-Жозе Талу Обала Слоноваче  | 10,86     | Дафне Шиперс Холандија            | 10,96 |
| Доха 2019. детаљи       | Шели-Ен Фрејзер-Прајс Јамајка      | 10,71     | Дина Ашер-Смит Велика Британија | 10,83     | Мари-Жозе Талу Обала Слоноваче    | 10,90 |
| Јуџин 2022. детаљи      | Шели-Ен Фрејзер-Прајс Јамајка      | 10,67 РСП | Шерика Џексон Јамајка           | 10,73     | Илејн Томпсон-Ера Јамајка         | 10,81 |
| Будимпешта 2023. детаљи | Ша'Кари Ричардсон Сједињене Државе | 10,65 РСП | Шерика Џексон Јамајка           | 10,72     | Шели-Ен Фрејзер-Прајс Јамајка     | 10,77 |
| Токио 2025.             |                                    |           |                                 |           |                                   |       |

## Биланс медаља у трци на 100 метара
Стање после СП 2023.
|     | Земља                |    |    |    |    |
| --- | -------------------- | -- | -- | -- | -- |
| 1.  | Сједињене Државе     | 9  | 3  | 6  | 18 |
| 2.  | Јамајка              | 6  | 7  | 4  | 17 |
| 3.  | Источна Немачка      | 2  | 2  | -  | 4  |
| 4.  | Украјина             | 1  | 1  | -  | 2  |
| 5.  | Немачка              | 1  | -  | -  | 1  |
| 6.  | Обала Слоноваче      | -  | 2  | 1  | 3  |
| 7.  | Бахами               | -  | 1  | 2  | 3  |
| 7.  | Грчка                | -  | 1  | 2  | 3  |
| 9.  | Холандија            | -  | 1  | 1  | 2  |
| 10, | Уједињено Краљевство | -  | 1  | -  | 1  |
| 11. | Русија               | -  | -  | 1  | 1  |
| 11. | Француска            | -  | -  | 1  | 1  |
| 11. | Тринидад и Тобаго    | -  | -  | 1  | 1  |
|     | Укупно 13 земаља     | 19 | 19 | 19 | 57 |